# 파키스탄 프리미어리그
파키스탄 프리미어리그는 파키스탄의 최상위 축구 리그이다.

## 역사
2004년 창설된 이후 2014-15 시즌까지는 정기적으로 개최되었으나 2018년까지 3년동안 개최되지 못하다가 2018-19 시즌 들어서야 겨우 개최되었지만 차기 시즌인 2019-20 시즌부터 현재까지도 개최되지 못하고 있다.